# Charles Albert Berry

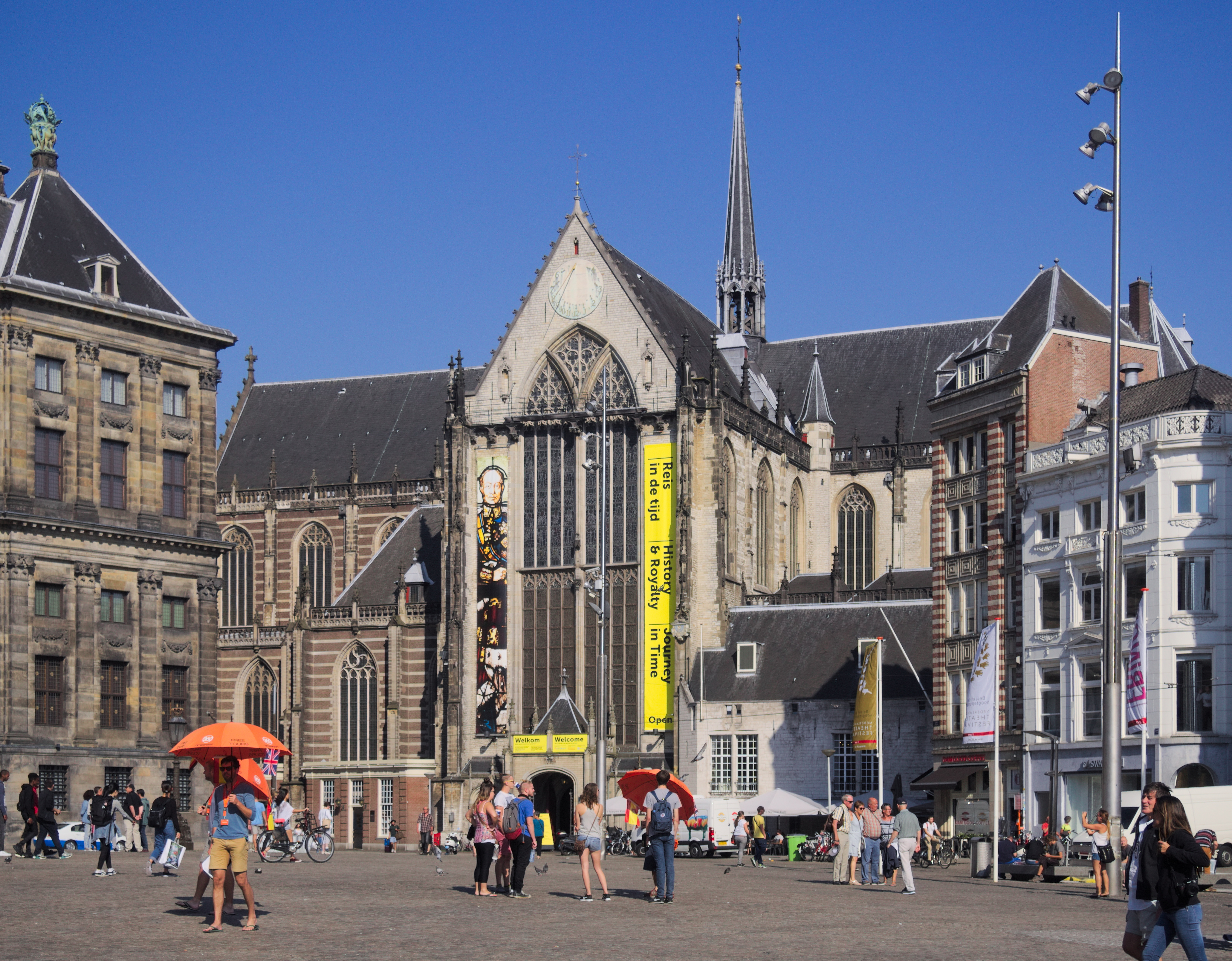
La Chiesa Nuova in Amsterdam (oggi appartenente alla Chiesa protestante nei Paesi Bassi) è ancora usata per le cerimonie di investitura reale olandese

Charles Albert Berry (Bradshawgate, 14 dicembre 1852 – Bilston, 31 gennaio 1899) è stato un religioso nonconformista e un teologo anglicano britannico.

## Biografia

### Nascita e formazione
Nacque a Bradshawgate, Leigh, Lancashire, figlio di Peter Berry (morto l'11 dicembre 1873) residente al n. 18 di Chapel Street, North Meols, Stockport, falegname ed ebanista e da Sarah (morta il 13 giugno 1892). Il padre di Berry era un membro confermato della Chiesa anglicana, ma divenne Congregazionalista per convinzione. La famiglia si trasferì a North Meols quando Berry aveva cinque anni e lì ricevette la sua educazione.
Nel 1867 subì l'influenza del Dr. J.M. Macaulay, per molti anni ministro della Chiesa Riformata dei Paesi Bassi, New York, che risiedette in Inghilterra dal 1867 al 1871. Accolse Berry nella chiesa e lo preparò per il college. All'età di diciassette anni entrò all'Airedale College, Bradford, per formarsi al ministero congregazionale, e nel 1875 divenne pastore della chiesa congregazionale di St George's Road, Bolton. Divenne ampiamente noto come un uomo di capacità amministrativa, un vigoroso oratore di piattaforma e un predicatore eloquente.

### Inizio della carriera
Nel luglio 1883 fu impegnato nel pastorato della chiesa di Queen Street, Wolverhampton, con la supervisione di nove chiese dipendenti nel quartiere. Anche qui esercitò una vasta influenza, dovuta in parte alla sua convinzione evangelica,  eloquenza, ampie vedute e capacità organizzative, ma anche alla forza magnetica della sua personalità.

### Stati Uniti
Nel 1887 si recò in America in adempimento di una promessa fatta a Henry Ward Beecher di Brooklyn e ricevette un invito unanime a succedere a Beecher in quello che allora era il pulpito più noto degli Stati Uniti. Berry, tuttavia, sentiva che il suo lavoro era in Inghilterra e declinò l'invito. Nel 1892 partecipò a un convegno a Grindelwald sulla questione della Riunione Cristiana, e successivamente, con Hugh Price Hughes e Alexander Mackennal di Bowdon, condusse una campagna in tutta l'Inghilterra, introducendo le idee e i principi della federazione della Chiesa Libera.
Fu il primo presidente del congresso della Free Church e nel 1897 fu presidente della Congregational Union of England and Wales. Svolse un ruolo efficace nell'esprimere il desiderio popolare di pace tra Inghilterra e America in risposta al messaggio del Presidente Cleveland sulla disputa sui confini venezuelani e fu invitato a Washington a predicare in relazione allo sforzo di stabilire un trattato di arbitrato internazionale. Gli fu conferto due volte il grado di Doctor of Divinity, dall'Iowa College, Stati Uniti, nel 1893 e dall'Università di St Andrews, Scozia, nel 1895.

### Vita privata
Si sposò l'11 agosto 1875 presso la chiesa congregazionale di Chapel Street, Southport, con Mary Agnes Martin di Osborne, Promenade, Southport ed ebbe due figli e una figlia. Suo fratello, il Rev. Peter Rathbone Berry, DD, fu ministro della Fleetwood Congregational Church, 1874-76.
Nel 1898 la sua salute iniziò a peggiorare e morì improvvisamente il 31 gennaio 1899 mentre conduceva un funerale alla cappella Wesleyan a Bilston, nello Staffordshire. Il suo funerale si svolse il 4 febbraio presso la Queen Street Church e le sue spoglie furono sepolte al Cimitero di Wolverhampton. Al funerale partecipò il sindaco e la corporazione di Wolverhampton e rappresentanti delle chiese di tutte le confessioni.
Le sue opere pubblicate consistono principalmente in discorsi e due volumi di sermoni, Vision and Duty e Mischievous Goodness.